# Campionati europei di nuoto in vasca corta 2010 - 50 metri stile libero femminili
Le qualifiche per la semifinale si sono svolte la mattina del 28 novembre 2010, mentre la semifinale e la finale si sono svolte la sera dello stesso giorno.

## Medaglie
| Posizione | Atleta              | Paese       |
| --------- | ------------------- | ----------- |
| Oro       | Ranomi Kromowidjojo | Paesi Bassi |
| Argento   | Hinkelien Schreuder | Paesi Bassi |
| Bronzo    | Britta Steffen      | Germania    |

## Record
Prima della manifestazione il record del mondo (RM), il record europeo (EU) e il record dei campionati (RC) erano i seguenti.
| Record mondiale       | 23.25 | Marleen Veldhuis Paesi Bassi    | 13 aprile 2008 Manchester, Regno Unito |
| Record europeo        | 23.25 | Marleen Veldhuis Paesi Bassi    | 13 aprile 2008 Manchester, Regno Unito |
| Record dei campionati | 23.32 | Hinkelien Schreuder Paesi Bassi | 13 dicembre 2009 Istanbul, Turchia     |

Durante la competizione non sono stati migliorati record.

## Risultati batterie
| Pos. | Atleta                       | Nazionalità | Tempo       | Batteria    | Corsia      | Note        |
| ---- | ---------------------------- | ----------- | ----------- | ----------- | ----------- | ----------- |
| 1    | Ranomi Kromowidjojo          | Paesi Bassi | 23.88       | 3           | 4           |             |
| 2    | Hinkelien Schreuder          | Paesi Bassi | 24.00       | 5           | 4           |             |
| 3    | Marleen Veldhuis             | Paesi Bassi | 24.09       | 3           | 3           |             |
| 4    | Britta Steffen               | Germania    | 24.42       | 3           | 5           |             |
| 5    | Dorothea Brandt              | Germania    | 24.96       | 5           | 5           |             |
| 6    | Daniela Schreiber            | Germania    | 25.03       | 4           | 3           |             |
| 7    | Nadiya Koba                  | Ucraina     | 25.11       | 2           | 7           |             |
| 8    | Yuliya Khitraya              | Bielorussia | 25.13       | 4           | 1           |             |
| 9    | Ragnarsdottir                | Islanda     | 25.14       | 5           | 2           |             |
| 10   | Sviatlana Khakhlova          | Bielorussia | 25.15       | 5           | 3           |             |
| 11   | Theodora Drakou              | Grecia      | 25.19       | 4           | 7           |             |
| 12   | Oxana Serikova               | Ucraina     | 25.21       | 3           | 7           |             |
| 12   | Anna Santamans               | Francia     | 25.21       | 4           | 2           |             |
| 14   | Miroslava Najdanovski        | Serbia      | 25.22       | 4           | 6           |             |
| 15   | Marlene Niemi                | Finlandia   | 25.37       | 4           | 8           |             |
| 16   | Henriette Brekke             | Norvegia    | 25.41       | 3           | 1           |             |
| 16   | Anastasia Aksenova           | Russia      | 25.41       | 5           | 6           |             |
| 18   | Burcu Dolunay                | Turchia     | 25.59       | 2           | 2           |             |
| 19   | Eszter Dara                  | Ungheria    | 25.70       | 3           | 6           |             |
| 20   | Annelies De Mare             | Belgio      | 25.71       | 5           | 7           |             |
| 21   | Ingibjoerg Kristi Jonsdottir | Islanda     | 25.72       | 2           | 6           |             |
| 22   | Laura Letrari                | Italia      | 25.73       | 3           | 2           |             |
| 23   | Laura Noccioli               | Svizzera    | 25.74       | 5           | 1           |             |
| 24   | Amit Ivri                    | Israele     | 25.80       | 1           | 7           |             |
| 25   | Nina Drolc                   | Slovenia    | 25.82       | 3           | 8           |             |
| 26   | Nina Sovinek                 | Slovenia    | 25.88       | 2           | 8           |             |
| 27   | Mathilde Cini                | Francia     | 25.90       | 5           | 8           |             |
| 28   | Olga Klyuchnikova            | Russia      | 25.94       | 1           | 1           |             |
| 29   | Valery Svigir                | Croazia     | 25.95       | 2           | 1           |             |
| 30   | Marketa Strapkova            | Rep. Ceca   | 26.01       | 1           | 3           |             |
| 31   | Nicol Samsonyk               | Israele     | 26.19       | 1           | 8           |             |
| 32   | Bryndis Hansen               | Islanda     | 26.22       | 1           | 5           |             |
| 32   | Katarina Listopadova         | Slovacchia  | 26.22       | 2           | 3           |             |
| 34   | Lisa Zaiser                  | Austria     | 26.27       | 1           | 6           |             |
| 34   | Monica Johannessen           | Norvegia    | 26.27       | 2           | 5           |             |
| 36   | Katriin Kersa                | Estonia     | 26.56       | 2           | 4           |             |
| 37   | Tess Grossmann               | Estonia     | 26.79       | 1           | 4           |             |
| 38   | Milica Markovic              | Montenegro  | 27.25       | 1           | 2           |             |
|      | Inge Dekker                  | Paesi Bassi | non partita | non partita | non partita | non partita |
|      | Triin Aljand                 | Estonia     | non partita | non partita | non partita | non partita |

## Semifinali
| Pos. | Atleta                | Nazionalità | Tempo | Batteria | Corsia | Note |
| ---- | --------------------- | ----------- | ----- | -------- | ------ | ---- |
| 1    | Ranomi Kromowidjojo   | Paesi Bassi | 23.80 | 2        | 4      |      |
| 2    | Hinkelien Schreuder   | Paesi Bassi | 24.32 | 1        | 4      |      |
| 3    | Britta Steffen        | Germania    | 24.48 | 2        | 5      |      |
| 4    | Dorothea Brandt       | Germania    | 24.70 | 1        | 5      |      |
| 5    | Oxana Serikova        | Ucraina     | 24.88 | 1        | 2      |      |
| 6    | Anna Santamans        | Francia     | 24.89 | 2        | 7      |      |
| 7    | Yuliya Khitraya       | Bielorussia | 24.96 | 1        | 3      |      |
| 8    | Nadiya Koba           | Ucraina     | 24.97 | 2        | 3      |      |
| 9    | Sviatlana Khakhlova   | Bielorussia | 25.04 | 1        | 6      |      |
| 9    | Miroslava Najdanovski | Serbia      | 25.04 | 1        | 7      |      |
| 9    | Ragnarsdottir         | Islanda     | 25.04 | 2        | 6      |      |
| 12   | Theodora Drakou       | Grecia      | 25.07 | 2        | 2      |      |
| 13   | Anastasia Aksenova    | Russia      | 25.19 | 2        | 8      |      |
| 14   | Burcu Dolunay         | Turchia     | 25.31 | 1        | 8      |      |
| 15   | Marlene Niemi         | Finlandia   | 25.42 | 2        | 1      |      |
| 16   | Henriette Brekke      | Norvegia    | 25.53 | 1        | 1      |      |

## Finale
| Pos. | Atleta              | Nazionalità | Tempo | Corsia | Note |
| ---- | ------------------- | ----------- | ----- | ------ | ---- |
|      | Ranomi Kromowidjojo | Paesi Bassi | 23.58 | 4      |      |
|      | Hinkelien Schreuder | Paesi Bassi | 23.90 | 5      |      |
|      | Britta Steffen      | Germania    | 23.95 | 3      |      |
| 4    | Dorothea Brandt     | Germania    | 24.48 | 6      |      |
| 5    | Oxana Serikova      | Ucraina     | 24.58 | 2      |      |
| 6    | Yuliya Khitraya     | Bielorussia | 24.63 | 1      |      |
| 7    | Nadiya Koba         | Ucraina     | 24.79 | 8      |      |
| 8    | Anna Santamans      | Francia     | 25.02 | 7      |      |